# آتشفشان اوسولوتان
آتشفشان اوسولوتان (به اسپانیایی: Volcán de Usulután) آتشفشانی چینه‌ای به ارتفاع ۱۴۴۹ متر واقع در میانهٔ شرقی السالوادور در آمریکای مرکزی است.

## مشخصات
آتشفشان اوسولوتان در منتهی‌الیه جنوب شرقی مجموعه‌ای از آتشفشان‌های چینه‌ای بازالتی تا بازالتی-آندزیتی و در میان دو آتشفشان سن ویسنته و سان میگل قرار دارد. دامنه‌های این آتشفشان پوشیده از جنگل است و جریان‌های جوانی از گدازه را می‌توان در دامنهٔ جنوبی آن مشاهده نمود. دهانه آتشفشانی وسیعی به قطر ۱٬۳ کیلومتر در شرق آتشفشان ایجاد شده است که از قلهٔ اوسولوتان تا پایین دامنهٔ آن امتداد دارد.
تاریخ آخرین فوران اوسولوتان مشخص نیست و احتمالاً باید در کمتر از ۱۰ هزار سال پیش روی داده باشد.